# Verstoßprinzip
Das Verstoßprinzip ist ein Begriff aus dem Bereich der Versicherungswirtschaft.
Für die Vermögensschadenhaftpflichtversicherung gilt das sogenannte Verstoßprinzip. Nach dem Verstoßprinzip tritt der Versicherungsfall bereits mit dem beruflichen Irrtum/Fehler ein, der den Haftpflichtanspruch auslöst und nach sich zieht. Das ist beispielsweise bei Architekten und Ingenieuren der Fall. Dadurch entstehen möglicherweise Deckungslücken. Die Konsequenz hieraus ist die „Nachhaftung“: das Versicherungsunternehmen schützt seinen Versicherungsnehmer über die Laufzeit des Versicherungsvertrages hinaus, da es nicht unwahrscheinlich ist, dass ein Schaden erst Jahre nach des Verstoßes festgestellt wird bzw. wirksam in Erscheinung tritt. Die Nachhaftung für bestimmte Berufsgruppen kann auf 30 Jahre oder einen anderen Zeitraum begrenzt sein.
Bei anderen Versicherungen tritt der Versicherungsfall allerdings erst mit Schadenseintritt oder der Geltendmachung des Schadens durch den Geschädigten ein.